# Luna Ali
Luna Ali (geb. 1993 in Aleppo, Syrien) ist eine deutsch-syrische Schriftstellerin.

## Leben
Luna Ali floh 2001 mit ihren Eltern aus Syrien nach Deutschland und wuchs in Hannover auf. Ihre Jugend und frühe Erwachsenenzeit waren von kultureller und künstlerischer Arbeit geprägt, teilweise motiviert durch Programme, die Autoren mit Migrationshintergrund unterstützen. Sie studierte Kulturwissenschaft und ästhetische Praxis auf Bachelor in Hildesheim und begann 2015 ihr Studium am Deutschen Literaturinstitut in Leipzig. Parallel dazu begann sie ihr Masterstudium in Anthropologie an der Universität Leipzig.

## Wirken
Alis aktive Beteiligung bei verschiedenen Festivals wie dem Fuchsbau Festival, wo sie von 2012 bis 2014 als Kuratorin tätig war, sowie ihre Teilnahme an zahlreichen literarischen und künstlerischen Foren zeichneten ihren Weg zum professionellen Schreiben: Sie nahm 2009 und 2012 am Theatertreffen der Jugend in Berlin teil und war von 2013 bis 2015 sowie 2018 Redakteurin der Festivalzeitung des Treffens. Mit ihrem Prosa-Text Mari, 17, Berlin-Neukölln wurde sie 2012 eine von 20 Preisträgern im Bereich Bühne beim Treffen Junger Autoren der Berliner Festspiele. Der Text wurde 2013 mit den anderen Preisträgertexten auch in der Anthologie ich stell dir die schatten schärfer veröffentlicht.
Ali wurde 2014 die jüngste Teilnehmerin des Dramalabors In.Zukunft II, das von Maxi Obexer geleitet wurde. Es entstand dabei das Stück Alles fließt, das 2018 in Auszügen in der von Obexer herausgegebenen Anthologie In Zukunft! Neue Theaterstücke zur Gegenwart erschien. Im Rahmen des ersten AUFTAKT Festivals für szenische Texte #1 im Jahr 2017 schrieb Ali das Theaterstück Braun, das einer von fünf Preisträger-Texten war. Braun wurde zum Abschluss des Festivals im Britney, dem kleinen Theater des Schauspiels Köln, szenisch aufgeführt.
Ali war 2019 Literatur-Stipendiatin der Stiftung Künstlerdorf Schöppingen und wurde 2021/2022 als Stipendiatin des Förderprogramms „SchreibZeit“ der Stiftung Niedersachsen gefördert. Im Jahr 2023 erhielt sie ein Arbeitsstipendium für Literatur in deutscher Sprache der Berliner Senatsverwaltung für Kultur und Gesellschaftlichen Zusammenhalt.
Julia Wissert inszenierte 2021 das Theaterstücks 2170 – Was wird die Stadt gewesen sein, in der wir leben werden? am Schauspiel Dortmund, das am Schauspiel begann und dann fünf Autoren in die Stadt folgte, wobei jeder Autor eigene Akzente setze. Neben Ali traten Akın Emanuel Şipal, Ivana Sajko, Karosh Taha und Sivan Ben Yishai als eingeladene Autoren dieser „außergewöhnlichen Theaterarbeit“ auf, die für kurze Zeit auch in der neuen Spielzeit des Theaters 2021/2022 lief. Ali war 2023 Teil der Performance Land aller Kinder auf Basis des Romans Kind aller Länder von Irmgard Keun, das das Künstlerkollektiv Andcompany & Co. im FFT in Düsseldorf uraufführte. Andcompany & Co. verband dabei Keuns Roman „mit persönlichen Erzählungen der Mitspielenden, beispielsweise der Autorin und Performerin Luna Ali – sie floh als Kind mit ihrer Familie aus Syrien“. Das Stück wurde in der Folge unter anderem im Berliner Theater Hebbel am Ufer (HAU) und im Künstlerhaus Mousonturm aufgeführt.
Ali war als Autorin unter anderem bei Produktionen an den Schauspielhäusern Düsseldorf, Dortmund, Hannover und Berlin tätig. Sie schreibt für Zeitschriften wie Theater der Zeit. Ihr Debütroman Da waren Tage erschien 2024 bei S. Fischer; Ali präsentierte ihn unter anderem 2024 auf der Leipziger Buchmesse. Für das ebenfalls 2024 bei S. Fischer erschienene Buch Worte in finsteren Zeiten, für das „Autorinnen, Autoren und Persönlichkeiten des öffentlichen Lebens“ aufgefordert wurden, „Worte … für die Welt“ angesichts der Kriege in der Ukraine und in Gaza zu finden, steuerte Ali Beiträge von Mahmud Darwisch (An einem Tag wie diesem) und Hannah Arendt bei.

## Einordnung
Luna Alis Schreiben ist stark durch ihre eigenen Erfahrungen als syrische Migrantin in Deutschland sowie ihre intensiven Auseinandersetzungen mit Fragen der Identität, des Rechts und der Politik geprägt. Ihr Ansatz zur Nutzung literarischer Werke als Mittel zur politisch-gesellschaftlichen Kommentierung spiegelt ihre Überzeugung wider, dass Kunst Menschen für wichtige Themen sensibilisieren und zum gesellschaftlichen Diskurs beitragen kann. Durch ihre Arbeit, sowohl im Theater als auch in der Literatur, versucht Ali, Brücken zwischen verschiedenen Welten zu bauen und die oft vernachlässigten Stimmen in den Vordergrund zu rücken.
Ihr Roman Da waren Tage ist eine Reflexion über die syrische Revolution, deren Auswirkungen auf Individuen und Familien sowie ein Werk, das die Grenzen zwischen Wirklichkeit und Einbildung verschwimmen lässt. Der Protagonist Aras, ein syrischer Jurastudent in Deutschland, erlebt die Revolution und ihre Folgen aus der Ferne, was ihn zu tiefen persönlichen Überlegungen anregt. Ali nutzt zur Ermutigung ihrer Leser zur aktiven Auseinandersetzung mit dem Text ein vielfältiges literarisches Repertoire, einschließlich Arabizi und Listenformate.

## Publikationen
- 2013: Mari, 17, Berlin-Neukölln. In: Berliner Festspiele (Hrsg.): ich stell dir die schatten schärfer. Anthologie des 27. Treffens junger Autoren der Berliner Festspiele 2012. New Edition.
- 2018: Bacchus und Bomben. In: Sebastian Behr, Viktor Dallmann, Max Deibert u. a. (Hrsg.): Tippgemeinschaft 2018: Jahresanthologie der Studierenden des Deutschen Literaturinstituts Leipzig. Connewitzer Verlagsbuchhandlung, Leipzig 2018, S. 147–154.
- 2018: Alles fließt. In: Tina Jerman, Maxi Obexer, Christian Scholze (Hrsg.): In Zukunft! Neue Theaterstücke zur Gegenwart. Theater, Band 101. transcript-Verlag, Bielefeld 2018, S. 191–202.
- 2019: Auf halber Strecke. In: Özlem Özgül Dündar, Mia Göhring, Ronya Othmann und Lea Sauer (Hrsg.): Flexen: Flâneusen* schreiben Städte. Verbrecher Verlag, Berlin, S. 69–74.
- 2020: Die Sprache bei ihren Worten nehmen. In: Das AGORA Theater in der Nachfolge von Marcel Cremer. Theater der Zeit, 2020, S. 34–42.
- 2024: Da waren Tage. Roman. S. Fischer, Frankfurt am Main 2024, ISBN 978-3-10-397550-5.